# Hořkavka
Hořkavka (Comastoma) je rod rostlin z čeledi hořcovité. Jsou to jednoleté nebo vytrvalé byliny s jednoduchými vstřícnými listy a čtyř nebo pětičetnými květy, rozšířené v mírném a arktickém pásu severní polokoule. Rod zahrnuje 15 druhů. Ve vyšších evropských horách rostou 2 druhy, hořkavka útlá se vyskytuje i ve slovenských Tatrách.

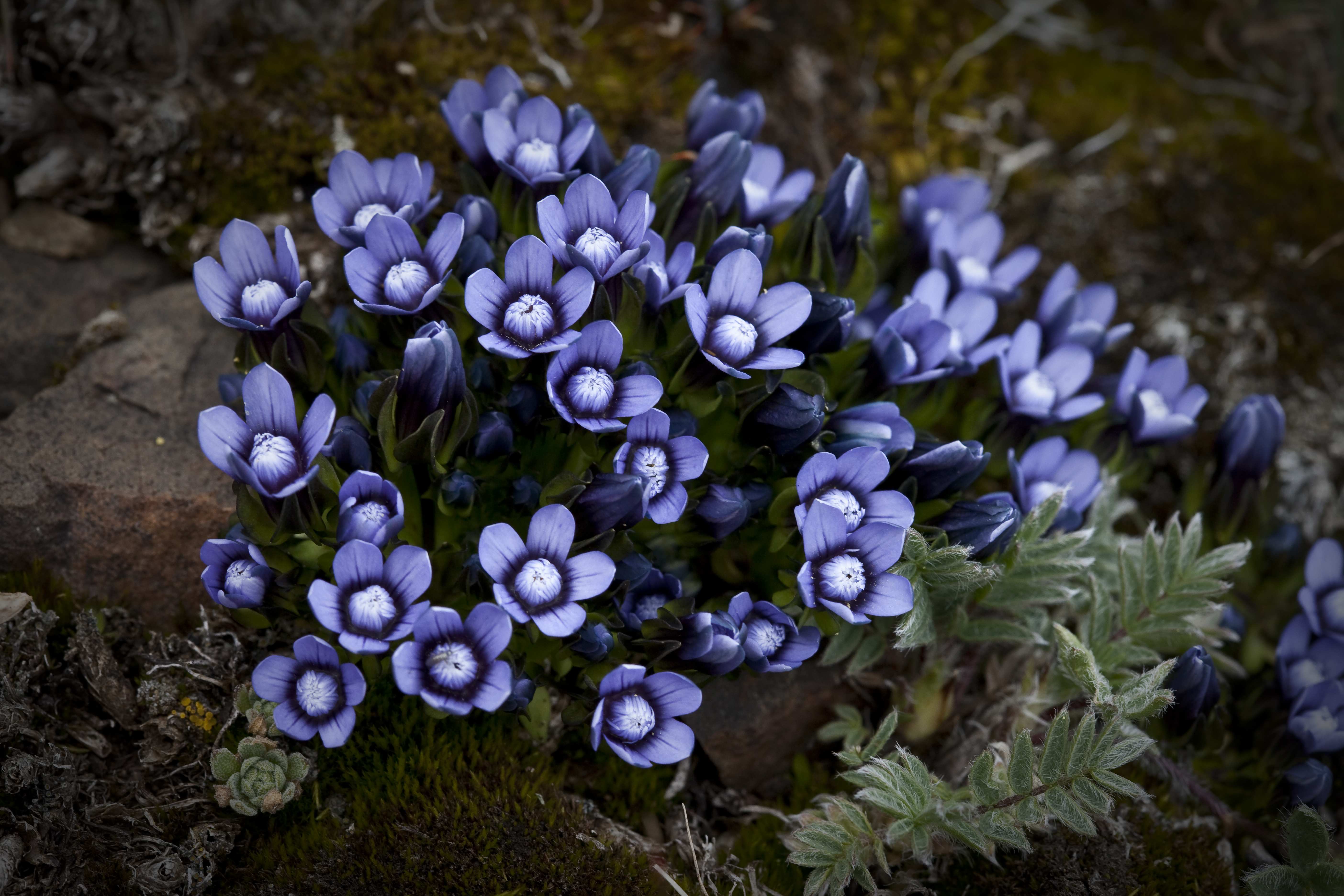
Porost hořkavky útlé na Aljašce

## Popis
Hořkavky jsou jednoleté nebo vytrvalé byliny. Lodyha je většinou již od báze větvená. Listy jsou jednoduché, vstřícné. Květy čtyř nebo pětičetné, uspořádané v hroznovitých květenstvích, někdy redukovaných na jediný květ. Kalich je členěný téměř až k bázi na 4 nebo 5 nebo výjimečně jen na 2 kališní cípy. Koruna je trubkovitá, nálevkovitá nebo miskovitá. Na bázi každého korunního laloku jsou 1 nebo 2 třásnité šupiny. Ve spodní části korunní trubky jsou přítomna nektária. Tyčinek je 4 nebo 5, jsou přirostlé v korunní trubce a mají bílé nitky. Plodem je tobolka pukající 2 chlopněmi a obsahující mnoho drobných semen s hladkým povrchem.

## Rozšíření
Rod zahrnuje 15 druhů. Je rozšířen v Evropě, Asii a Severní Americe. Centrum rozšíření je v Himálaji, Tibetu a horách Číny. Některé asijské druhy vystupují až do nadmořských výšek bezmála 5000 metrů.
V České republice se žádný druh nevyskytuje. V Evropě rostou 2 druhy. Hořkavka útlá (Comastoma tenellum) se vyskytuje od arktické severní Evropy včetně Islandu přes vyšší evropská pohoří (Alpy, Karpaty, Pyreneje aj.) až po marocký Atlas. Tento druh má z celého rodu nejrozsáhlejší areál, zahrnující i velkou část Asie a Severní Ameriky včetně Grónska. Nejblíže roste na Slovensku ve Vysokých Tatrách. Druhý evropský druh, Comastoma nanum, je endemit východních Alp. Na Kavkaze roste druh C. dechyanum. V Číně roste celkem 11 druhů, v Mongolsku 3, na Sibiři 4 druhy. Ve východní Asii areál rodu zasahuje až na ruský Dálný východ a do Myanmaru. V Severní Americe je jediným zástupcem hořkavka útlá.

## Taxonomie
Rod Comastoma je v rámci čeledi hořcovité řazen do tribu Gentianeae a subtribu Swertiinae. Nejblíže příbuznými skupinami jsou dle výsledků molekulárních studií rody hořeček (Gentianella), hořepnička (Lomatogonium) a někteří zástupci silně polyfyletického rodu kropenáč (Swertia). Rod byl v roce 1961 vyčleněn z rodu hořeček (Gentianella).

## Zástupci
- hořkavka útlá (Comastoma tenellum)[7]